# Audaks
Audaks ( żył w połowie III w.) – żołnierz rzymski, męczennik, święty katolicki, przez historyków uznawany za postać fikcyjną
Żołnierz rzymski z połowy III wieku. Był świadkiem torturowania  św. Anatolii, nawrócony w wyniku cudu, gdy jadowite węże wypuszczone na Anatolię nie robiły jej krzywdy. Za niesubordynację został wtrącony do więzienia i skazany na pokąsanie przez węże.   W więzieniu miał wizję, w której św. Anatolia obiecała mu uwolnienie od okrutnej śmierci ale zapowiedziała też, że walcząc pod sztandarem wielkiego króla poniesie śmierć od miecza. W więzieniu przyjął chrzest. Na wieść o tym, że został chrześcijaninem, jego przełożeni wydali na niego wyrok śmierci przez ścięcie mieczem.
Wspomnienie liturgiczne świętego 10 lipca.

## Ikonografia
Przedstawiany jest w stroju żołnierza rzymskiego. Jego atrybuty to palma męczeństwa i św. Anatolia trzymająca węże,  nawiązują do pobytu w więzieniu, doświadczonych wizji św. Anatolii i męczeńskiej śmierci. 